# ووپکوو
ووپکوو (به لاتین: Łupków) یک روستا در لهستان است که در گمینا کومانگچا واقع شده‌است. ووپکوو ۲۲ نفر جمعیت دارد.